# سيسيل إل. الكسندر
سيسيل إل. الكسندر (بالإنجليزية: Cecil L. Alexander)‏ هو سياسي أمريكي، ولد في 2 أغسطس 1935 في الولايات المتحدة. حزبياً، نشط في الحزب الديمقراطي. وقد انتخب عضو مجلس نواب أركنساس.